# Château de Bressuire
Le château de Bressuire est un ancien château fort, de nos jours en ruines, dont les vestiges se dressent sur la commune française de Bressuire, dans le département des Deux-Sèvres, en région Nouvelle-Aquitaine.
Le château est classé aux monuments historiques.

## Localisation
Le château est bâti sur le rebord du plateau poitevin, dans le coude que forme la rivière avec des étangs, sur la commune de Bressuire, dans le département français des Deux-Sèvres. Le bourg s'étale au delà de la place, après une légère dénivellation.

## Historique
Le site fut habité sans discontinuité depuis l'époque celtique. La première mention d'un castrum date de 1029. L'actuel château a vraisemblablement été fondé à la charnière des Xe et XIe siècles par la famille de Beaumont, et il a appartenu à la famille des Beaumont-Bressuire du XIe jusqu'au début du XVIe siècle.
Il joua un rôle militaire de premier ordre dans les luttes que se livrèrent en Poitou rois de France et d'Angleterre durant trois siècles. Il n'y a jamais eu de siège au château de Bressuire. Du Guesclin y a délogé les Anglais.
Le château a été acquis par la commune en 1975 et classé pour ce qui est du château du sol de l'emprise et des fossés par arrêté du 30 avril 1996.

## Description
D'architecture militaire médiévale, il occupe une surface considérable sur l'extrémité arrondie d'un plateau. La forteresse comportait trois enceintes, mais la plus extérieure a disparu. Une chapelle se dressait dans l'enceinte. À ce jour, seules les fondations de la crypte subsisteraient, à environ 2 mètres de profondeur. Aucune recherche archéologique n'est envisagée à ce jour.
Au XIIe siècle, le donjon qui a disparu, dominait les étangs et une enceinte en fer à cheval avec tourelles pleines le protégeait du côté du plateau. Au XIIIe siècle, une seconde enceinte de 165 m, abritant chapelle et basse-cour s'étendit en profondeur sur le plateau.
Les vestiges actuellement visibles datent essentiellement de la fin du XIIe et du début du XIIIe siècle. L'entrée se faisait par une tour-porte.
Dans la première moitié du XVIIIe siècle, à la suite de violents orages et d'un mauvais entretien, il a été partiellement démantelé et un nouveau logis a été élevé vers 1880, en retrait par rapport à l'ancien.
Il reste de cette forteresse les ruines des enceintes, une partie du donjon, un aperçu des chemins de ronde. La rénovation se fait actuellement petit à petit sur une tour nord de l'enceinte.

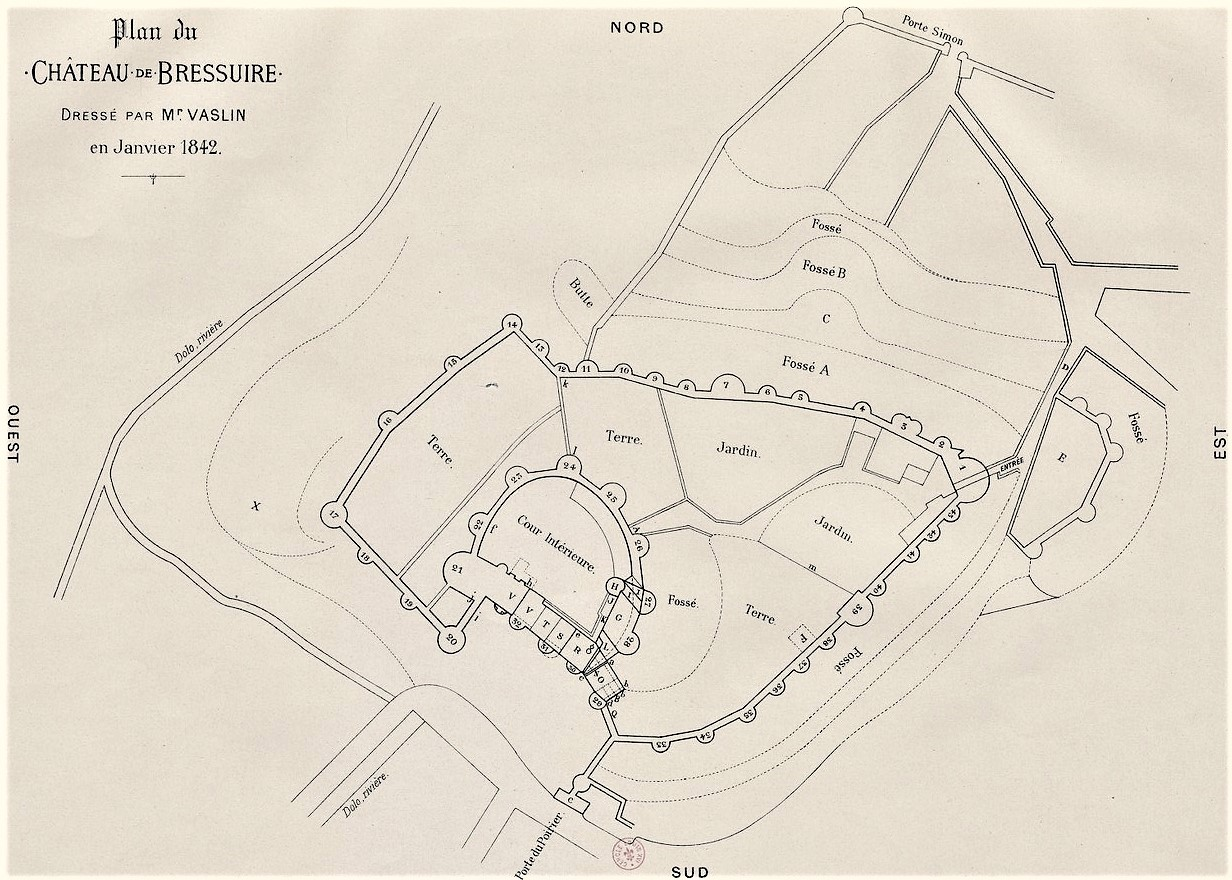
Plan du château de Bressuire dressé par Vaslin en janvier 1842.
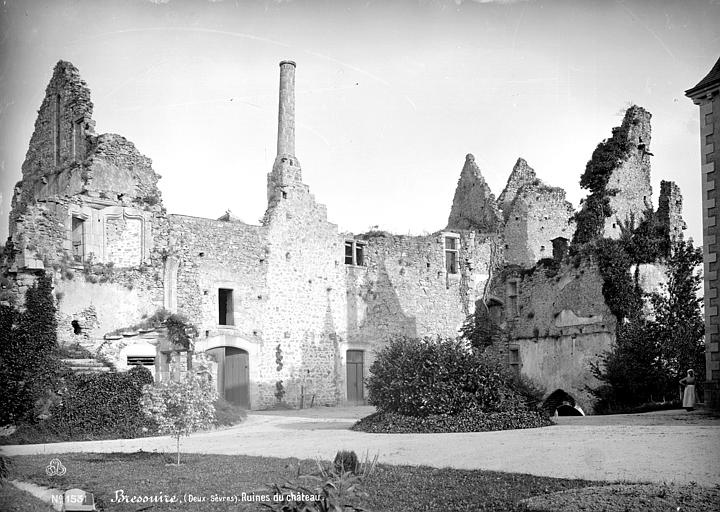
La cour du château à la fin du XIXe siècle, photographiée par Séraphin-Médéric Mieusement.
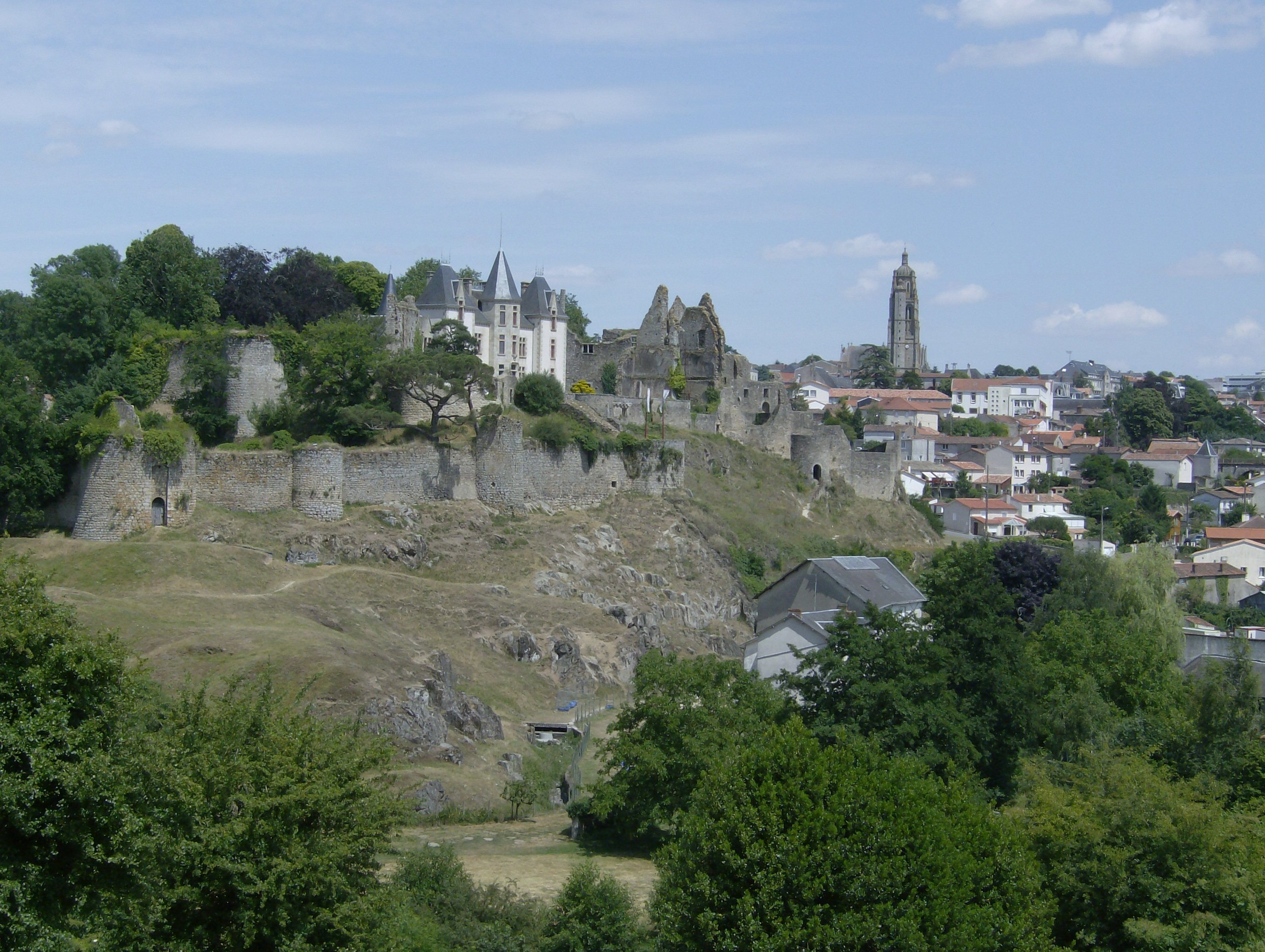
Le château sur la ville.